# TM-1船團
TM-1船團是第二次世界大戰大西洋戰區中的盟軍補給北非的一支船團。它在駛向直布羅陀途中，遭到德國海軍的攻擊。船團中的7艘油輪沉沒，僅有2艘到達目的地。這場襲擊造成近七萬噸燃料的損失，使得了北非戰場面臨補給壓力，以及改變同盟國的護航策略。

## 背景
在1942年11月，盟軍入侵法屬北非。在軍事行動期間，消耗了大量燃料。英國從荷屬安的列斯的的油田進口燃料，安排油輪運回直布羅陀。在過往運輸中，跨大西洋的航線會繞行拉布拉多半島、冰島和不列顛群島鄰近海域。曲折的航線讓反潛機，巡邏和攻擊潛艇的飛機，可以在鄰近機場起飛，防止船隊受到攻擊。不同以往，TM-1船團選擇了直接跨橫中大西洋的航線，從而縮短航程和運輸需時，盡快滿足前線需求。盡管遠離大陸，會讓船團接受不到空中保護。

## 戰鬥序列

### TM-1船團成員
| 船名                | 船籍   | 登記總噸位 | 貨物                                | 結局                             |
| ------------------- | ------ | ---------- | ----------------------------------- | -------------------------------- |
| Albert L. Ellsworth | 挪威   | 8,309      | 11.4噸船舶燃料油                    | 被U-436擊沉                      |
| British Dominion    | 英國   | 6,983      | 9000噸航空汽油                      | 被U-620擊沉                      |
| British Vigilance   | 英國   | 8,093      | 11,000噸輕油                        | 先被U-514擊傷，隨後被U-105擊沉。 |
| Cliona              | 英國   | 8,375      |                                     | 存活                             |
| Empire Lytton       | 英國   | 9,807      | 12,500噸航空汽油                    | 被U-442擊沉                      |
| Minister Wedel      | 挪威   | 6,833      | 8,920噸船舶燃料油                   | 被U-522擊沉                      |
| Norvik              | 巴拿馬 | 9,555      | 13噸船舶燃料油                      | 被U-522擊沉                      |
| Oltenia II          | 英國   | 6,394      | 9086船舶燃料油、潤滑油和732桶軍用品 | 被U-436擊沉                      |
| Vanja               | 英國   | 6,198      |                                     | 存活                             |

### 護航艦
| 艦名                        | 艦型           | 海军                   | 護航日期 |
| --------------------------- | -------------- | ---------------------- | -------- |
| 送春花號（HMS Godetia）     | 花級輕型護衛艦 | 英國皇家海军比利時分部 | 12月28日 |
| 哈夫洛克號（HMS Havelock）  | G及H級驅逐艦   | 英国皇家海军           | 12月28日 |
| 琉璃繁縷號（HMS Pimpernel） | 花級輕型護衛艦 | 英国皇家海军           | 12月28日 |
| 虎耳草號（HMS Saxifrage）   | 花級輕型護衛艦 | 英国皇家海军           | 12月28日 |
| 釣鍾柳號（HMS Pentstemon）  | 花級輕型護衛艦 | 英国皇家海军           | 1月14日  |
| 昆汀號（HMS Quentin）       | Q级驱逐舰      | 英国皇家海军           | 1月14日  |
| 海蓬子號（HMS Samphire）    | 花級輕型護衛艦 | 英国皇家海军           | 1月14日  |

### 狼群「海豚」
| 艦名  | 指挥官                 |
| ----- | ---------------------- |
| U-134 | 鲁道夫・申德尔         |
| U-181 | 沃尔夫冈・吕特         |
| U-381 | 威廉・海因里希・普克勒 |
| U-436 | 冈瑟・塞比克           |
| U-442 | 汉斯・约阿希姆·黑塞    |
| U-511 | 弗里茨・施内温德       |
| U-522 | 赫伯特・施奈德         |
| U-571 | 赫尔穆特・默尔曼       |
| U-575 | 君特・海德曼           |
| U-620 | 海因茨・斯坦           |

#### 其他潛艇
| 艦名  | 指挥官               |
| ----- | -------------------- |
| U-105 | 尤爾根・尼森         |
| U-124 | 約翰・莫爾           |
| U-125 | 烏爾里希・福爾克斯   |
| U-514 | 漢斯・於爾根・奧弗曼 |

## 過程
起初，戰鬥規模相對有限。1942年12月28日，由四艘護航艦陪同的TM-1船隊從加勒比海出發，目的地為直布羅陀。出發後的首日，U-124號潛艇即發現了船隊的部分行蹤，然而並未立即展開攻擊。直至1943年1月3日，U-514號潛艇對船隊發動了首次攻擊，擊傷了油輪British Vigilance，迫使船員棄船逃生。德國潛艇司令部推測，這些油輪可能用於補給北非的盟軍部隊，因此決定展開更大規模的攻勢。他們指派了潛艇群「海豚」，以攔截並攻擊其餘的油輪。
在8日至9日的兩天間，多艘德軍潛艇對船隊展開了連番攻擊，護航艦隊雖竭力防禦，但仍未能有效保護商船。8日黃昏時分，U-436號潛艇精準定位到船隊位置，隨後擊沉了油輪Albert L. Ellsworth和Oltenia II。送春花號迅速反應，對潛艇投放了深水炸彈，然而未能命中目標。9日清晨，U-422號潛艇擊沉了油輪Minister Wedel，並重創了Empire Lytton，而U-522號潛艇則擊傷了Norvik。在這期間，送春花號、哈夫洛克號護航艦多次使用照明彈、聲納和無線電測向技術，尋找潛艇位置並進行反擊，成功擊傷了U-381號和U-134號潛艇。
當司令部獲悉艦隊附近有六至七艘潛艇活動時，艦隊決定將保護剩下三艘油輪作為首要任務，並對兩艘已受重創的油輪進行了炮擊，以防止其落入敵手。然而，當船隊抵達目的地時，損失已不可避免。9日黃昏，無人駕駛的Norvik和Empire Lytton被U-422號和U-522號潛艇擊沉。11日凌晨，油輪British Dominion亦遭到U-522號和U-620號潛艇的先後攻擊，最終沉沒。在這一系列攻擊中，船隊未能有效反擊。
直至11日上午，來自直布羅陀的昆汀號、釣鍾柳號和海蓬子號護衛艦趕來增援，自此，再無潛艇對船隊展開攻擊。最終，只有Cliona號和Vnaja號兩艘油輪在14號成功抵達了目的地，完成了這段艱難的航程，其餘船隻則未能幸免於難。24日，漂流的British Vigilance號被U-105發現和擊沉。

## 結果
此次襲擊導致了約七萬噸燃料的重大損失，這使得北非前線的燃料供應形勢變得異常緊張。德國非洲軍團向潛艇司令部發來賀電，讚揚潛艇部隊在北非戰場上所做出的卓越貢獻讚揚。自此事件後，盟軍意識到在中大西洋區域，即反潛機航程之外護送運輸船隊的風險，從而改變了其海上運輸策略，避免再次冒險穿越這一危險區域。

## 引用資料
1. ↑  Syrett, David.  (PDF). The Northern Mariner. 1996, 6 (1): 21-27  [2024-12-13]. doi:10.25071/2561-5467.694. （原始内容存档 (PDF)于2025-01-20）.
2. 1 2 3 4  Kindell, Don. . Convoy Web. Andrew Hague Convoy Database.   [2024-12-14]. （原始内容存档于2025-01-20）.
3. ↑  Helgason, Guðmundur. . uboat.net.   [2024-12-14]. （原始内容存档于2020-08-03）.
4. ↑  Helgason, Guðmundur. . uboat.net. 2024-12-13  [2024-12-14]. （原始内容存档于2023-01-17）.
5. 1 2  Helgason, Guðmundur. . uboat.net. 2024-12-13  [2024-12-14]. （原始内容存档于2021-02-25）.
6. ↑  Helgason, Guðmundur. . uboat.net.   [2024-12-14]. （原始内容存档于2025-01-20）.
7. ↑  Helgason, Guðmundur. . uboat.net.   [2024-12-14]. （原始内容存档于2025-01-20）.
8. ↑  Helgason, Guðmundur. . uboat.net. 2024-12-13  [2024-12-14]. （原始内容存档于2025-01-20）.
9. ↑  Helgason, Guðmundur. . uboat.net. 2024-12-13  [2024-12-14]. （原始内容存档于2020-10-27）.
10. ↑  船員為流亡比利時軍人
11. 1 2 3 4  Helgason, Guðmundur. . uboat.net.   [2024-12-13]. （原始内容存档于2020-08-09）.
12. ↑  Rohwer, Jürgen; Hummelchen, Gerhard. . Annapolis, Maryland: Naval Institute Press. 1992. ISBN 1-55750-105-X.
13. 1 2  Cooke, Spen. . Naval Marine Archive.   [2024-12-13]. （原始内容存档于2025-01-20）.
14. ↑  Syrett, David.  (PDF). The Northern Mariner. 1996, 6 (1): 21-27  [2024-12-13]. doi:10.25071/2561-5467.694. （原始内容存档 (PDF)于2025-01-20）.